# Wolfgang Braun
Wolfgang Braun, nemški rokometaš, * 26. februar 1944, Schwerin.
Leta 1972 je na poletnih olimpijskih igrah v Münchnu v sestavi zahodnonemške rokometne reprezentance osvojil šesto mesto.